# Calliandra parvifolia
Calliandra parvifolia är en ärtväxtart som först beskrevs av William Jackson Hooker och George Arnott Walker Arnott, och fick sitt nu gällande namn av Carlos Luis Spegazzini. Calliandra parvifolia ingår i släktet Calliandra och familjen ärtväxter. Inga underarter finns listade i Catalogue of Life.

## Bildgalleri

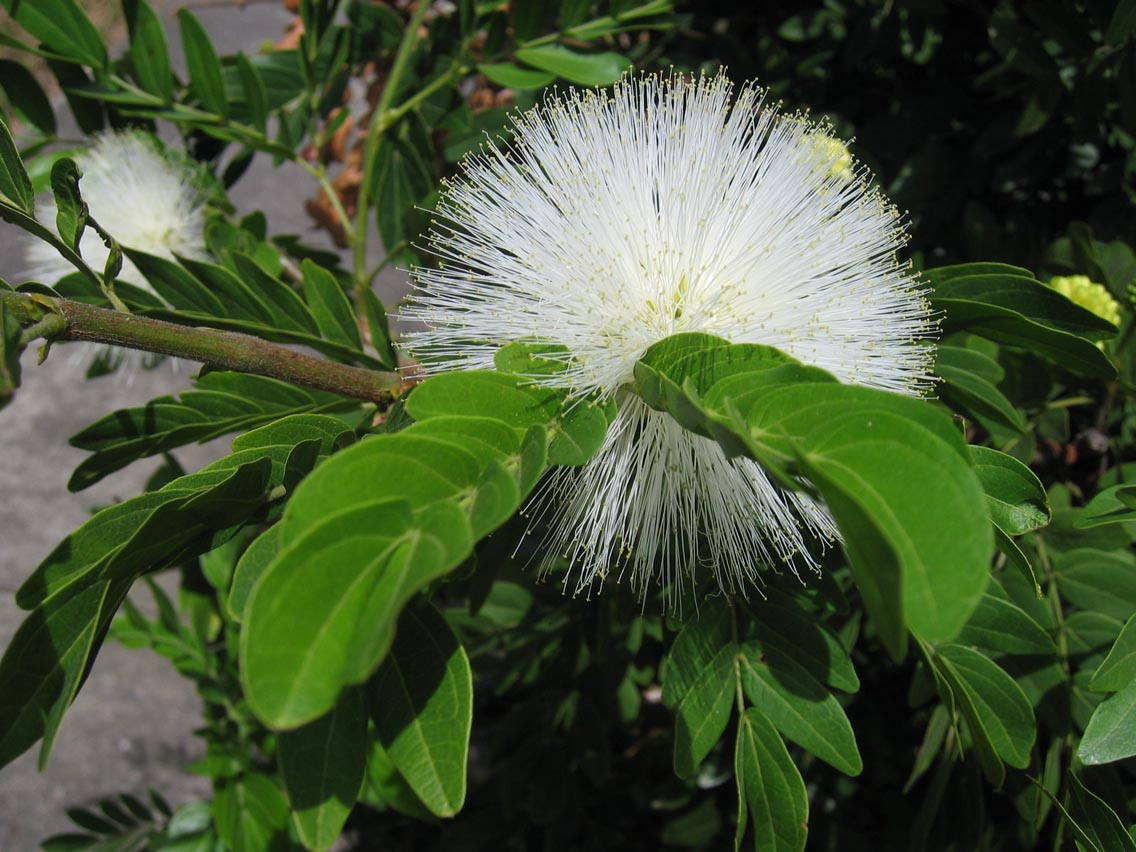